# Список умерших в 1384 году

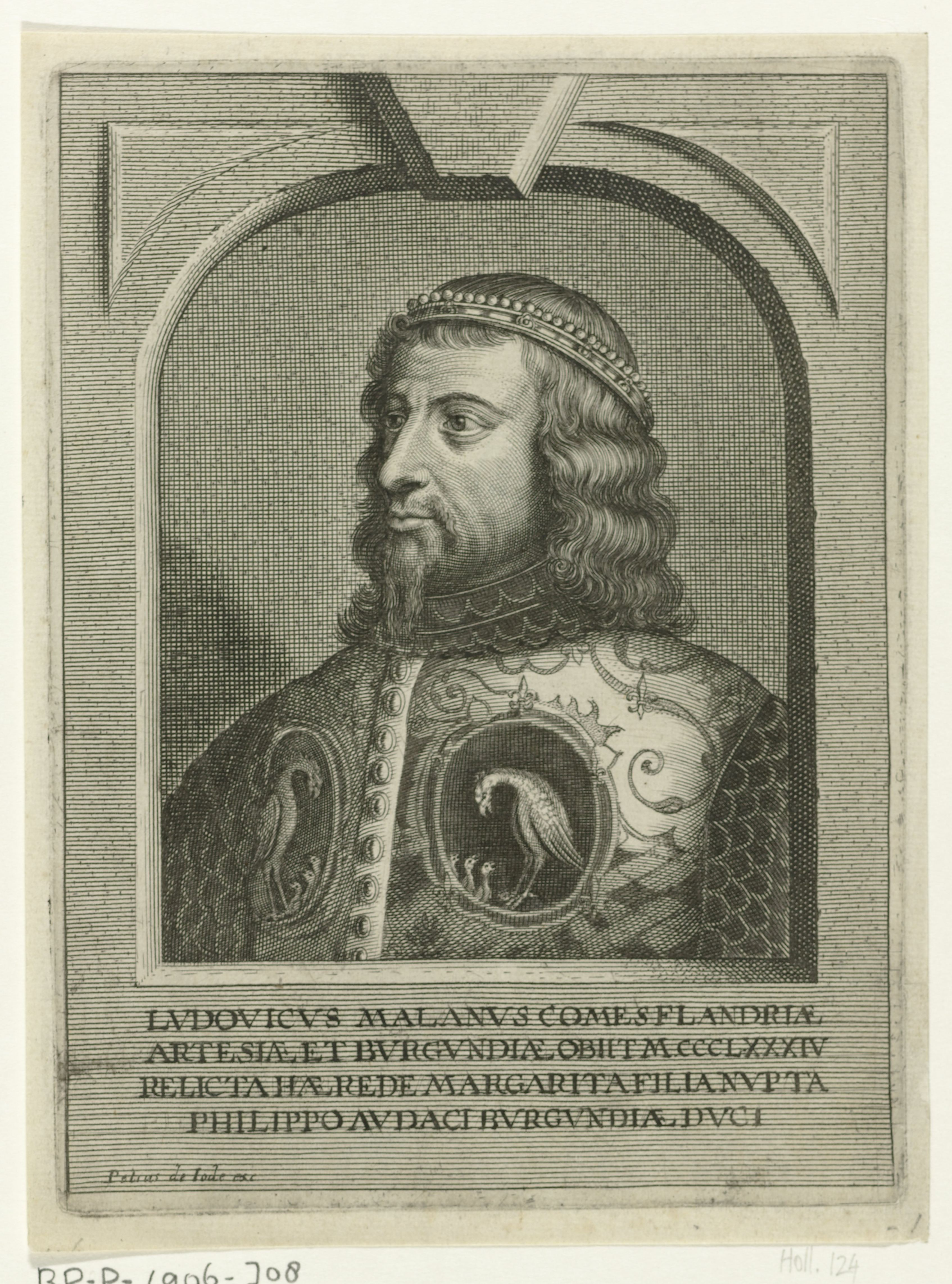
Людовик II

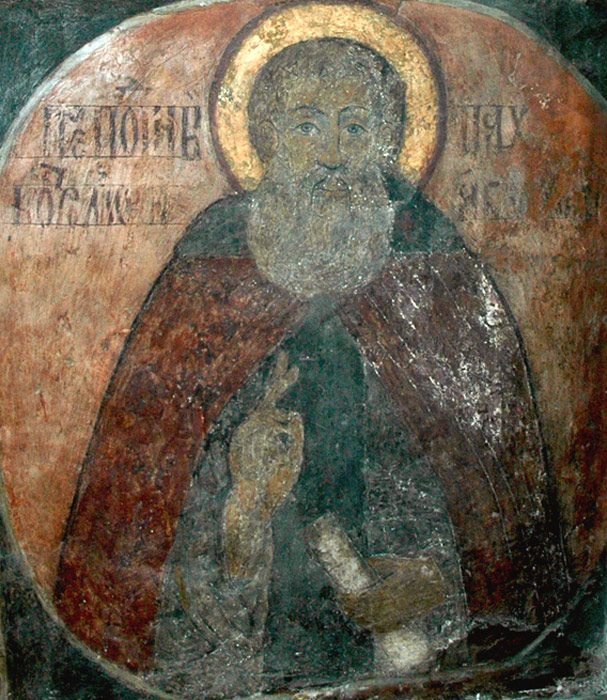
Пахомий Нерехтский

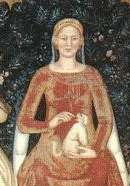
Беатриче делла Скала

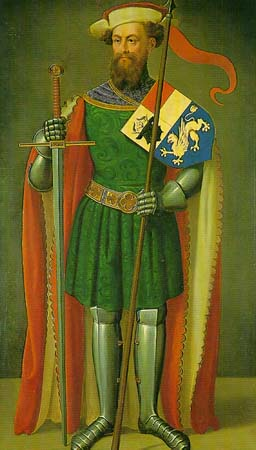
Магнус I Мекленбургский

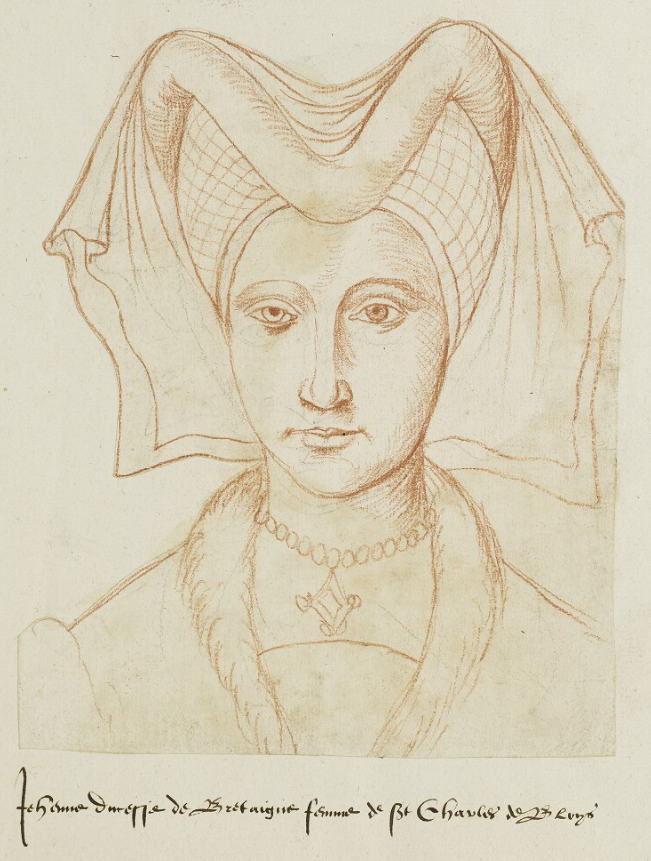
Жанна де Пентьевр

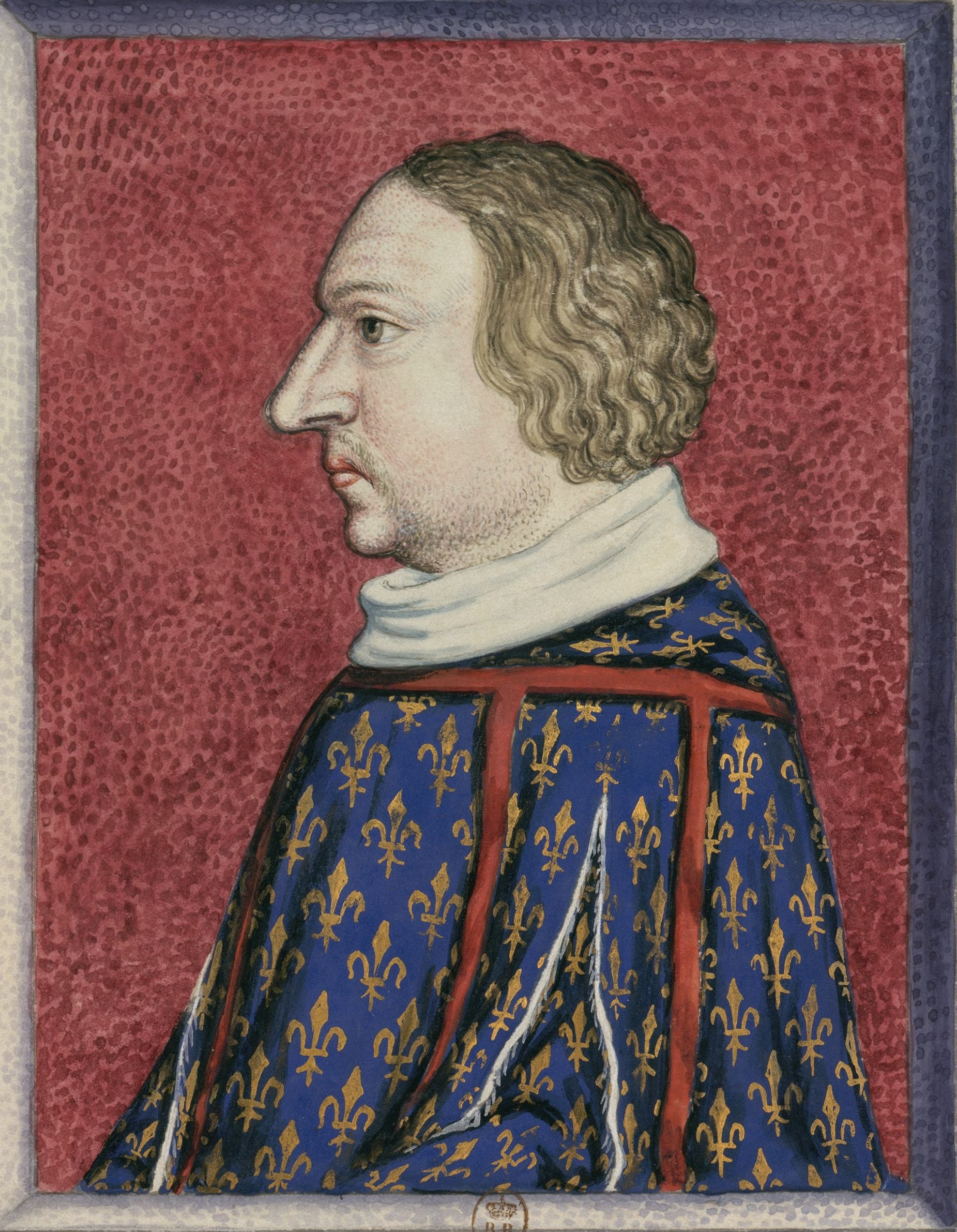
Людовик I Анжуйский

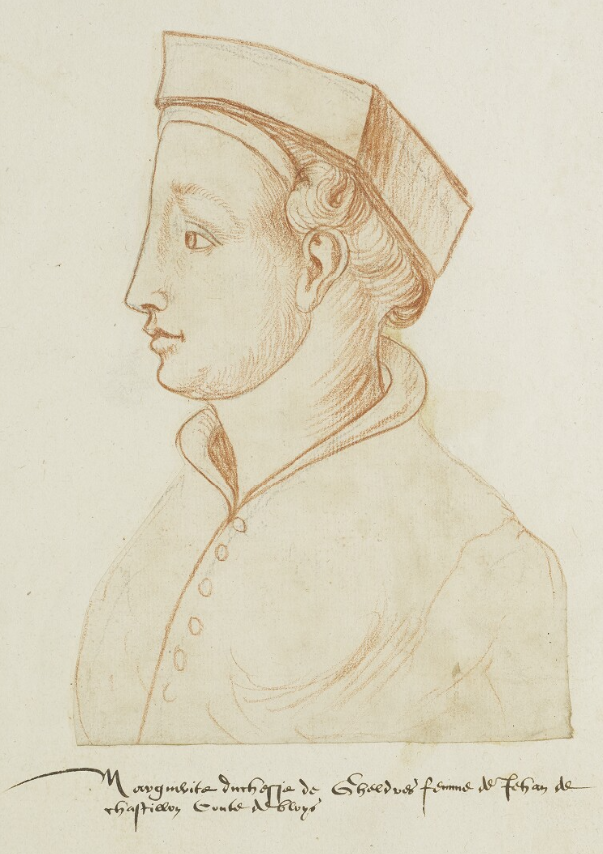
Матильда

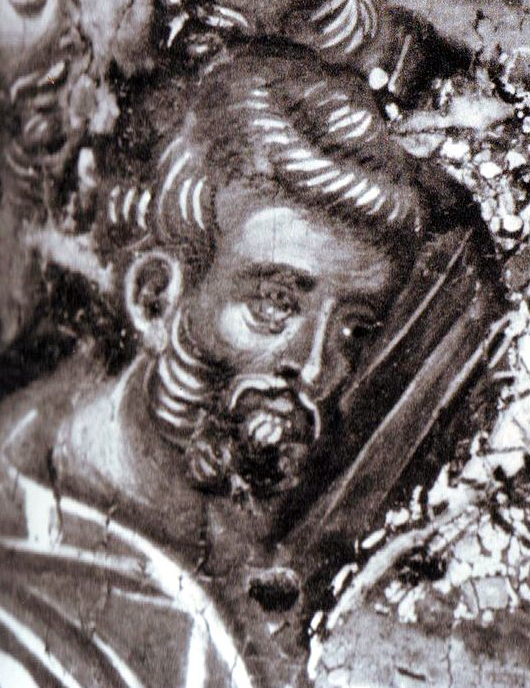
Фома Прелюбович

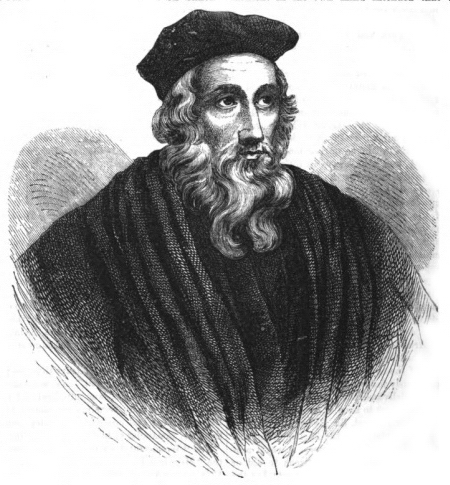
Джон Уиклиф

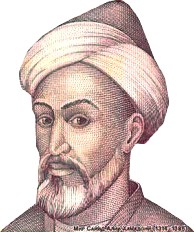
Мир Сайид Али Хамадани

В этой статье представлен список известных людей, умерших в 1384 году.
См. также: Категория:Умершие в 1384 году

## Январь
- 30 января — Людовик II (53) — граф Фландрии, граф Невера, граф Ретеля (1346—1384), граф Артуа и пфальцграф Бургундии (1382—1384)

## Март
- 23 марта — Пахомий Нерехтский — игумен Русской православной церкви, первый игумен возобновлённого Константиновского монастыря, основатель мужского монастыря на Нерехте, канонизирован в лике преподобных.

## Апрель
- 3 апреля — Анна Мэнни (28) — английская аристократка, баронесса Мэнни (1375—1384), графиня-консорт Пембрук (1368—1375), жена Джона Гастингса, 2-го графа Пембрук.

## Май
- 26 мая — Жан II д’Арманьяк — граф де Шароле (1364—1384), граф д’Арманьяк, граф де Фезансак, граф де Родез (1373—1384), виконт де Ломань (1372—1384).

## Июнь
- 8 июня — Томас де Рос (47)  — английский аристократ, 4-й барон де Рос (1352—1384).
- 11 июня — Алвару Пиреш де Каштру — галисийско-португальский дворянин, военный и политический деятель, 1-й граф Виана-ду-Каштелу, 1-й граф Аррайолуш, 1-й коннетабль Португалии (1382—1384).
- 14 июня — Леонардо Монтальдо — дож Генуи (1383—1384), умер от чумы.
- 16 июня — Сесиль де Комменж  — виконтесса Тюрена (1339—1349), титулярная графиня Комменжа, графиня Урхельская (1336—1347)
- 18 июня — Беатриче делла Скала — итальянская аристократка, супруга правителя Милана, правительница городов Реджо-нель-Эмилия и Брешиа, основательница миланской церкви Санта-Мария-алла-Скала.

## Август
- 6 августа — Франческо I Гаттилузио, правитель (архонт) острова Лесбос, военачальник на службе византийского императора Иоанна V Палеолога.
- 20 августа — Герт Гроте — нидерландский богослов и проповедник.

## Сентябрь
- 1 сентября — Магнус I Мекленбургский — герцог Мекленбургский (1383—1384)
- 10 сентября — Жанна де Пентьевр (Жанна Хромая) — герцогиня Бретонская (1341—1365), графиня Пентьевр и Гоэлё (1331—1384)
- 15 сентября — Уильям де Виндзор — английский государственный и военный деятель, лорд-наместник Ирландии (1369—1376)
- 20 сентября — Людовик I Анжуйский (45) — второй сын короля Франции Иоанна II Доброго, граф Анжуйский (1350—1360), первый герцог Анжуйский (1360—1384),  граф Мэнский (1356—1384), сеньор де Гиз (1360—1384), герцог Туреньский (1370—1384), титулярный король Неаполя (1382—1384)
- 21 сентября — Матильда — герцогиня Гелдерна и графиня Цютфена (1371—1379), проигравшая войну за гелдернское наследство

## Октябрь
- 9 октября — Шах-Шуджа (51) — эмир Кермана, Фарса и Исфахана из династии Музаффаридов.

## Декабрь
- 23 декабря — Фома Прелюбович («Убийца албанцев») — сербский аристократ, правитель Янинского деспотата (осколок Эпирского царства) (1366—1384).
- 31 декабря — Джон Уиклиф — английский философ-схоласт, богослов, переводчик Библии, реформатор, священник и профессор семинарии в Оксфордском университете, считается одним из главных предтечей Реформации.

## Дата неизвестна или требует уточнения
- Бартоломео III Гизи — триарх южной части Эвбеи, сеньор Микеноса и Тиноса
- Фернандо Санчес де Товар — кастильский флотоводец, адмирал Кастилии (1374—1384), умер от чумы.
- Ральф Дейкур — английский аристократ, 3-й барон Дейнкур второй креации (1381—1384).
- Джаку барлас — сподвижник и один из преданных полководцев Амира Темура
- Иоанн Фордунский — средневековый шотландский хронист, автор «Хроники шотландской нации». Дата смерти предположительна.
- Канъами Киёцугу — японский актёр и драматург, отец Дзэами Мотокиё.
- Мир Сайид Али Хамадани —  персидский философ  суфий из тариката Кубравия, поэт, видный мусульманский ученый-теолог.
- Отто I — маркграф Хахберг-Заузенберга (1318—1384)
- Джеффри де Ранси — английский хронист, служитель бенедиктинского аббатства Бери-Сент-Эдмундс, автор местной хроники, а также отчёта о путешествии по Восточной Англии.
- Родольфо II да Варано — итальянский кондотьер, сеньор Камерино.
- Суюргатмыш, хан и номинальный правитель западной части Чагатайского улуса (Мавераннахр) (1370—1384).
- Фернандо Альфонсо де Валенсия — кастильский дворянин, великий магистр Ордена Сантьяго (1384)
- Хуана Арагонская — инфанта Арагона, дочь короля Педро IV Церемонного, жена графа Ампурьяса Хуана I.
- Хуссеко Хайен — восточнофризский хофтлинг (вождь) Штадланда.
- Бертольд Шварц, немецкий монах, которого принято считать европейским изобретателем пороха.